# Gare-Union (circonscription électorale)
Pour les articles homonymes, voir Gare Union et Union.
Circonscription électorale provinciale du Canada
Gare-Union (Union Station en anglais) est une circonscription électorale provinciale du Manitoba (Canada).
La circonscription inclut le centre-ville de Winnipeg et les quartiers de West Broadway et Spence.

## Liste des députés
| Gare-Union                                        | Gare-Union                                        | Gare-Union                                        | Gare-Union                                        | Gare-Union                                        | Gare-Union                                        |
| Nom                                               | Nom                                               | Parti                                             | Mandat                                            | Législature                                       |                                                   |
| Circonscription issue de Logan, Wolseley et Minto | Circonscription issue de Logan, Wolseley et Minto | Circonscription issue de Logan, Wolseley et Minto | Circonscription issue de Logan, Wolseley et Minto | Circonscription issue de Logan, Wolseley et Minto | Circonscription issue de Logan, Wolseley et Minto |
| ------------------------------------------------- | ------------------------------------------------- | ------------------------------------------------- | ------------------------------------------------- | ------------------------------------------------- | ------------------------------------------------- |
|                                                   | Uzoma Asagwara                                    | Néo-démocrate                                     | 2019 - 2023                                       | 42e                                               |                                                   |
|                                                   | Uzoma Asagwara                                    | Néo-démocrate                                     | 2023 - présent                                    | 43e                                               |                                                   |